# フレデリック・ロビンソン (初代ゴドリッチ子爵)
初代リポン伯爵・初代ゴドリッチ子爵フレデリック・ジョン・ロビンソン（英語: Frederick John Robinson, 1st Earl of Ripon, 1st Viscount Goderich, PC PC (Ire) FRS 英語発音: [ˈɡəʊdrɪtʃ]、1782年11月1日 - 1859年1月28日）は、イギリスの政治家、貴族。
トーリー党内の自由主義派として知られ、財務大臣（在職：1823年 - 1827年）として自由貿易を推進した後、首相（在職：1827年 - 1828年）を務めたが、閣内分裂や国王ジョージ4世との対立により短期間で総辞職に追い込まれた。その後もホイッグ党、ダービー派、保守党、ピール派と党派を渡り歩きながら閣僚職を歴任した。
1827年にゴドリッチ子爵位、1833年にリポン伯爵位を授爵された。首相を務めていた時期の爵位はゴドリッチ子爵であった。

## 経歴

### 生い立ち

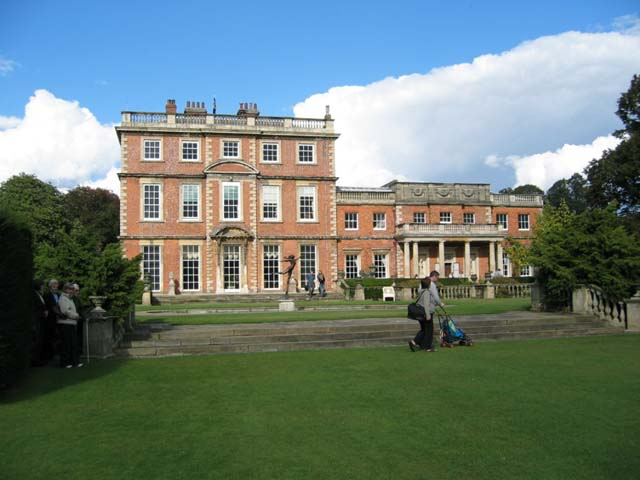
ニュービー・ホール

1782年11月1日、第2代グランサム男爵トマス・ロビンソンとその妻メアリー（第2代ハードウィック伯爵フィリップ・ヨークの娘）の次男としてヨークシャーのニュービー・ホールに生まれる。
1796年から1799年までパブリックスクールのハーロー校で教育を受けた後、1799年6月1日にケンブリッジ大学セント・ジョンズ・カレッジに入学、1802年にM.A.の学位を修得した。1802年5月7日にリンカーン法曹院に入学したが、1809年11月16日に中退し、弁護士資格免許は取得しなかった。

### 政界入り
母方の祖父フィリップの弟チャールズの息子にあたる第3代ハードウィック伯爵フィリップ・ヨークがアイルランド総督を務めたとき、ロビンソンは1804年から1806年までハードウィック伯爵の秘書官を務めた。ハードウィック伯爵は1806年1月には異母弟チャールズ・フィリップ・ヨークに対し、ロビンソンのために庶民院の議席を探すべきだと述べたが、スライゴ・バラ選挙区の議席確保に失敗、結局ハードウィック伯爵は初代チャールヴィル伯爵チャールズ・ベリーからカーロウ・バラ選挙区の議席を購入、ロビンソンは1806年イギリス総選挙で同選挙区から出馬して当選した。
議会では1807年2月13日にハンプシャー選挙区の選挙申し立てにおいてグレンヴィル内閣に反対する投票を行い、4月15日の処女演説ではウィリアム・ヘンリー・リトルトン閣下が提出したグレンヴィル内閣罷免反対動議に反対、演説はスペンサー・パーシヴァルが国王ジョージ3世に対しロビンソンを称えるほどの出来だった。1807年に首相グレンヴィル男爵の後任となったポートランド公爵はロビンソンに海軍本部委員会入りを打診したが、ハードウィック伯爵がポートランド公爵に反対したこととロビンソンの母が第2次ポートランド公爵内閣は長続きしないと判断したことにより辞退した。続く1807年イギリス総選挙ではカーロウ・バラ選挙区より安定した選挙区を探し、リポン選挙区から選出される。

### 下級大臣を歴任
1807年の総選挙以降も引き続き政権に批判的であり、1809年1月にはパーシヴァルが再びロビンソンの演説を称賛、5月には陸軍・植民地大臣カースルレー子爵により陸軍・植民地政務次官に任命されたが、9月にカースルレー子爵とともに辞任した。以降もカースルレー子爵に同調することが多く、1810年2月にはホイッグ党がロビンソンをカースルレー子爵の派閥に分類した。
パーシヴァル内閣では大蔵卿委員会か海軍本部委員会への任命を打診されたが、やはり内閣が長続きしないと判断して辞退した。その後、1810年6月23日にチャールズ・フィリップ・ヨークの説得を受けて下級海軍卿(Lord of Admiralty)への就任に同意した。
1812年にカースルレー子爵が再入閣すると、ロビンソンも官職就任に同意するようになり、8月13日に枢密顧問官に任命され、同年9月にリヴァプール伯爵内閣の商務庁副長官に就任した。10月3日には下級海軍卿を退任して下級大蔵卿(Lord of Treasury)に転じた。また、1812年6月にジョージ・カニングのカトリック解放に関する動議に賛成票を投じた後、1813年3月にヘンリー・グラタンが提出したカトリック解放に関する委員会の設立動議を支持した。
1813年11月に下級大蔵卿を辞任して陸軍支払長官に転じた。同年末にカースルレー子爵に同伴して大陸ヨーロッパに向かい、1814年のパリ条約に向けた交渉が大詰めを迎えるまで大陸ヨーロッパに滞在した。

#### 穀物法をめぐって
ナポレオン戦争初期の1804年、イギリス議会は小麦の価格が63シリング以下の場合、小麦の輸入に対し24シリング3ペンスという当時としては極めて高い関税をかけた。これは小麦の価格を1801年の高値に維持するためとされた。戦争が長引く中、小麦の価格は高騰を続け、1809年から1813年までの価格は86シリング6ペンスから100シリング3ペンスだった。この高い価格は終戦を迎えればすぐに下落すると当時にはすでに予想され、実際に1814年のパリ条約で戦争が一時的に中断すると価格は一転して55シリング8ペンスまで下落した。これに対し議会で討議が重ねられた後、ロビンソンは1815年3月1日に「小麦の価格が80シリングに上昇するまで小麦の輸入を禁じる」とする1815年穀物法案を提出、法案はすぐに可決され3月23日には国王裁可が与えられた。
穀物法案が可決された結果、ロンドンで暴動が勃発。オールド・バーリントン・ストリートにあるロビンソンの自宅も攻撃を受けて多くの家具や美術品が打ち壊された。一方、穀物法は以降も改正が重ねられたが、1817年には96シリング11ペンスだった小麦の価格が1835年に39シリング4ペンスまで下落することを食い止めることはできなかった。

### リヴァプール伯爵内閣・カニング内閣の閣僚
ロビンソンは1817年夏に陸軍支払長官を辞任、1818年1月24日に商務庁長官に、2月5日に海軍財務長官に任命され、閣内相へ昇格した。その後も1819年に治安六法の1つである煽動集会禁止法を支持、1822年4月にジョン・ラッセル卿の議会改革動議に反対するなど議会で度々演説した。
1823年にはニコラス・ヴァンシッタートの後任として財務大臣に栄転した。同時期に外務大臣となったジョージ・カニング、商務庁長官ウィリアム・ハスキソンらとともに「トーリー党自由主義派閣僚」として知られ、リヴァプール伯爵内閣が反動から自由主義に路線転換する上で重要な人物の一人となった。ロビンソンは財務大臣として自由貿易を推進し、鉄、石炭、羊毛、麻などの原材料からコーヒーやワインなどの酒類に至るまで様々な品種の関税を切り下げていった。これにより産業は振興し、失業率も減り、景気も回復した。1825年のロンドン金融危機も金融改革を行うことで乗り切った。財務大臣という要職の重圧もあり、ロビンソンは1826年12月に貴族への叙爵とより職務の軽い官職に移ることを望んだが、リヴァプール伯爵の説得により庶民院に留まることに同意、一方で財務大臣への留任については「暫定措置として扱われるべき」と述べた。1827年2月にリヴァプール伯爵が病気に倒れると、ロビンソンの叙爵と首相就任という計画がカニングと初代ウェリントン公爵アーサー・ウェルズリーの間で討議されたが、実現しなかった。
そして、カニングが首相に就任すると、ロビンソンは1828年4月にゴドリッチ子爵に叙され、貴族院議員となる。同月に成立したジョージ・カニング内閣には陸軍・植民地大臣として入閣したが、同年8月8日早朝にカニングは急死した。

### 首相として
政治の実権力を取り戻そうと画策していた国王ジョージ4世は、カニングが死んだ8月8日のうちに独断でゴドリッチ子爵を後任の首相に決定し、同日午後に組閣の大命を与えた。国王はカトリック解放やホイッグ党から閣僚を入れ過ぎることに反対する立場だったので、大命にあたってトーリー党守旧派のジョン・チャールズ・ヘリスを蔵相として入閣させるようゴドリッチ子爵に命じている。
ゴドリッチ子爵はカニングのカトリック解放の意思を受け継ぐつもりだったのでヘリス登用に難色を示したが、国王はヘリス登用に固執しており、ゴドリッチ子爵がこの人事に応じないならベクスレイ男爵ニコラス・ヴァンシッタートに組閣の大命を与えるとの方針を示した。ヘリス登用にはゴドリッチ卿の同志であるトーリー党内自由主義派やカニング内閣時代からの連立相手のホイッグ党穏健派（ランズダウン侯爵派）からの反発が激しかったため、ゴドリッチ卿は彼らの説得に手間取ったが、なんとか説得し、彼らに政権離反させることなく、さらにトーリー党内保守派も一部政権に取り込むことに成功し、9月1日に組閣を達成した。この組閣の様子について、英国人名事典は「ゴドリッチ子爵が首相に不適任であることが直ちに露呈した」と評した。
しかし国王から派遣された内閣のお目付け役であるヘリスは、内閣発足後ただちにハスキソンと対立を深めていき、内閣は閣内分裂状態となった。
内閣の安定を図りたいゴドリッチ子爵は貴族院で大きな勢力を持つトーリー党保守派ウェリントン公爵とホイッグ党急進派グレイ伯爵を牽制する必要性を感じ、12月にウェリントン公爵の兄ウェルズリー侯爵を枢密院議長、グレイ伯爵の親友ホランド男爵を無任所大臣として内閣に迎える閣僚人事案を国王に提出したが、これに難色を示した国王は、12月14日にゴドリッチ子爵更迭とハロービー伯爵の首相登用を決意した。しかしハロービー卿が組閣の大命を拝辞して上記人事案を受け入れるべき旨を国王に奏上したため、国王も12月19日にゴドリッチ子爵更迭の意思を翻意し、ゴドリッチ卿は続投できた。
しかし上記人事案をめぐっては閣内からも反発が起こっており、ハスキソンとヘリスがともに辞職を申し出るに至った。これ以上の政権運営は不可能と判断したゴドリッチ子爵は、議会開会を二週間後に控えていた1828年1月8日に国王に辞職を表明した。議会開会前に内閣が崩壊するのは前代未聞のことだった。ゴドリッチ子爵は後任のウェリントン公爵からの入閣打診を予想したが、結局打診はなかった。

### 首相退任後
その後、ホイッグ党へ移籍し、1828年4月に審査法廃止法案の第二読会で法案に賛成する演説をして、1829年4月にカトリック解放法案の第二読会で賛成を表明した。1830年2月にはウェリントン公爵内閣に対する敵意があったとしても、「カトリック問題の墓にそれを埋めた」と述べた。同年に成立したグレイ伯爵を首相とするホイッグ党政権には陸軍・植民地大臣として入閣（1830年11月22日）、1831年10月に第一次選挙法改正の第二次改革法案への支持を表明した。その後は黒人奴隷制度の全廃を目指したが、閣内で反対を受けたため陸軍・植民地大臣を辞任、王璽尚書に転じた。王璽尚書になった1833年4月にリポン伯爵に叙された。
アイルランド国教会の収入を民間に転用させる問題をめぐる閣内分裂では、スタンリー卿（後のダービー伯爵）らとともに反対の立場を取った。結局この問題でスタンリー卿やリポン伯爵らは閣僚職を辞することになった。これ以降リポン伯爵はじめ80名ほどのホイッグ右派はスタンリー卿を指導者に仰ぐ独立会派ダービー派を形成した。ダービー派は1839年までに保守党に吸収合併された。
保守党政権の第2次ロバート・ピール内閣（1841年 - 1846年）では1841年9月3日に商務庁長官に任命された。1842年4月18日には穀物輸入法案(Corn Importation Bill、穀物関税を改定する法案)を第二読会に提出した。1843年5月17日にインド庁長官に転じた。穀物法廃止をめぐって保守党が分裂すると自由貿易を支持してピール派に属した。このとき、1846年5月25日に穀物法廃止法案を第二読会に提出したが、6月に第2次ピール内閣が総辞職するとリポン伯爵もインド庁長官を辞任した。
1847年5月以降は貴族院欠席が多くなり、事実上引退した。貴族院での演説も1847年5月14日の演説が最後となった。
1859年1月28日にロンドン・パットニーのグランサム・ハウスで死去、ノクトンで埋葬された。息子ジョージ・フレデリック・サミュエルが爵位を継承した。

## 人物
英国人名事典によると、ゴドリッチ子爵は愛想がよく、演説は散漫だったが、つまらない財政の事柄でも引喩やユーモアを盛り込めるという才能があり、庶民院では一定の人気のある議員だった。
財務大臣としてはジョセフ・ヒュームと論戦を交わすことが多く、1826年5月には赤字問題をめぐってヒュームが赤字の原因を調査するという動議を提出、ロビンソンから反対を受けて結局101票差で否決されたという事件があったが、ハリエット・マーティノーからは「数字自体には争いようもないにもかかわらず、繁栄のロビンソン(Prosperity Robinson)と逆境のヒューム(Adversity Hume)はそれぞれの発言で正反対の結論を出した」という「これ以上ないほど興味深い出来事」であると評した。このように財務大臣として楽観的な見方をすることが多く、ウィリアム・コベットから前出の「繁栄のロビンソン」(Prosperity Robinson)というあだ名をつけられる結果となった。一方、陸軍・植民地大臣としては活力に欠き、コベットから「善人ゴドリッチ」(Goody Goderich)というあだ名をつけられた。
貴族院議員としては「へぼ」(wretched)という評価であり、首相としての評価も極めて低く、『英国下院史』は内閣が「危機に次ぐ危機でよろめいた」(lurched from crisis to crisis)と評し、首相辞任から3年後に陸軍・植民地大臣に返り咲いたことを「驚くべき」(astonishing)ことと評した。さらに、ピールから商務庁長官に任命された後、商務庁副長官だったウィリアム・グラッドストンはすぐにリポン伯爵の能力について低く見積もったという。

## 栄典

### 爵位
- 1827年4月28日、初代ゴドリッチ子爵（連合王国貴族爵位）[17]
- 1833年4月13日、初代リポン伯爵（連合王国貴族爵位）[26]

### その他名誉職
- 1801年、ノース・ライディング・オブ・ヨークシャー（英語版） 州副統監（DL）[5]
- 1812年、連合王国枢密院の枢密顧問官（PC）[34]
- 1828年4月17日、王立協会フェロー[35]
- 1830年 - 1833年、王立地理学会会長[36]
- 1833年、アイルランド枢密院（英語版）の枢密顧問官（PC (Ire)）[33]
- 1834年 - 1845年、王立文学協会（英語版）会長[37]
- 1839年、オックスフォード大学名誉民法学博士（D.C.L.）[5]

## 家族
1814年にセーラ・ホバート（1791年2月23日 - 1867年4月9日、第4代バッキンガムシャー伯爵ロバート・ホバートの娘）と結婚し、彼女との間に以下の3子を儲ける。
- 第1子（長男）ホバート・フレデリック（1816年9月） - 夭折
- 第2子（長女）エレノア・ヘンリエッタ・ヴィクトリア（？ - 1826年10月31日）
- 第3子（次男）初代リポン侯爵ジョージ・フレデリック・サミュエル（1827年 - 1909年） - 政治家。インド総督などを歴任。